# Louis-Victor Gesta
Pour les articles homonymes, voir Gesta.
Louis-Victor Gesta, né le 26 septembre 1828 à Toulouse où il est mort le 6 septembre 1894, est un peintre-verrier français, fondateur de la manufacture de vitraux Gesta qui, aux dires de son fondateur, décora entre 7 000 et 8 500 églises. Sa résidence-lieu d'exposition et manufacture, le château des Verrières, est située à Toulouse.

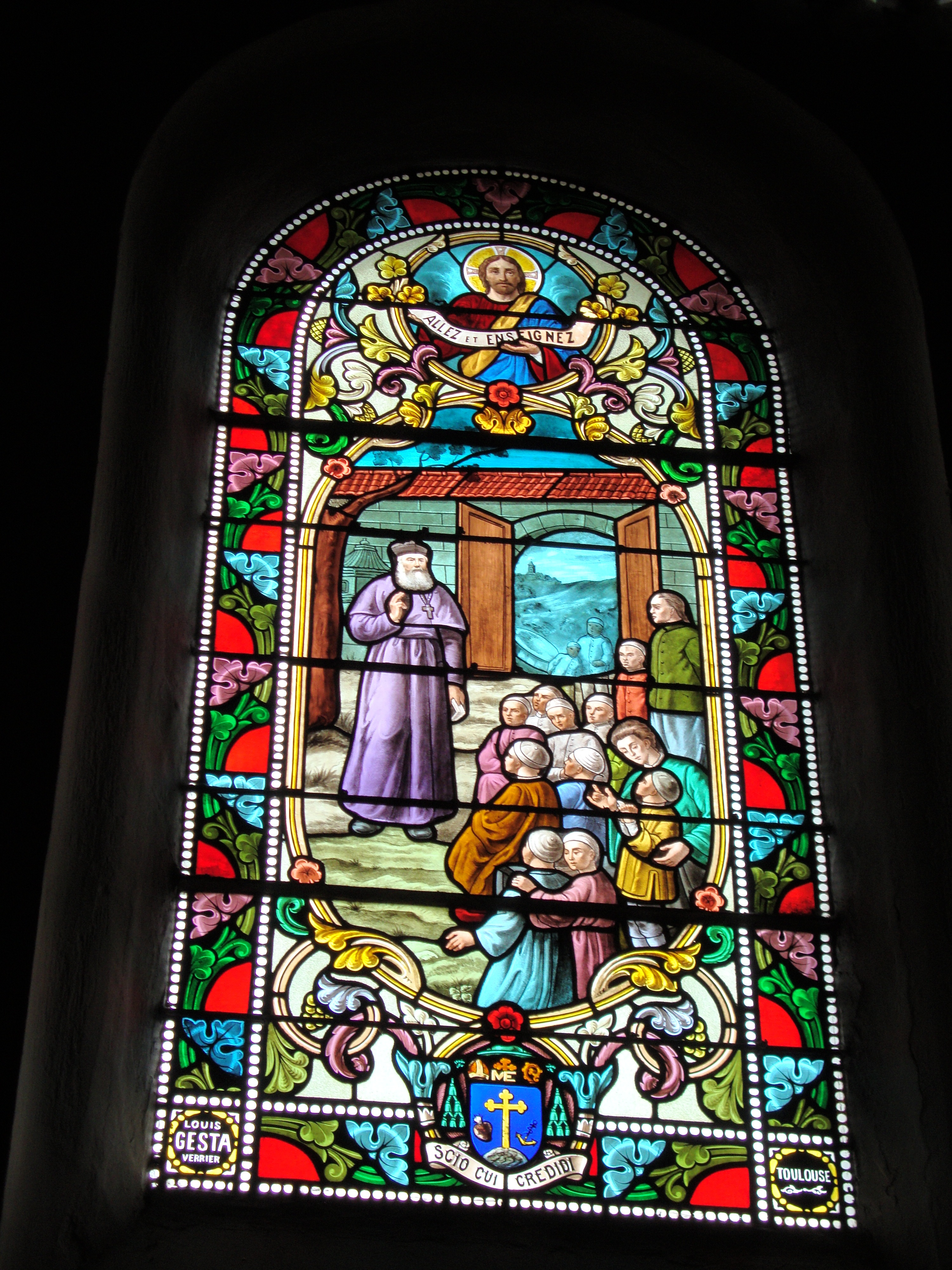
Vitrail de Louis-Victor Gesta dans l'église de Saïx.

## Biographie

### Formation
Victor-Louis Fabre, enfant naturel, prend le nom de Gesta lorsque sa mère épouse le fondeur de caractères de ce nom, le 7 août 1835. Élève de l'École des beaux-arts de Toulouse, il se forme ensuite, grâce à une bourse du conseil général, à l'École Centrale des Arts et Manufactures de Paris. Il est formé par le peintre Ernest Lami de Nozan (1801-1877), directeur du télégraphe optique Chappe à Toulouse de 1835 à 1853 qui s'est intéressé à la peinture sur verre et a été un introducteur de l'art du vitrail à Toulouse. Il travaille ensuite chez le maître-verrier Artigue. Rapidement, il s'établit à son compte et son atelier, sur le boulevard Napoléon (aujourd'hui boulevard de Strasbourg), fait travailler une dizaine d'employés. Le 22 juin 1859, il épouse Joséphine Marie Naves. Ils ont trois garçons, tous trois peintres verriers, Henri-Louis-Victor (1864-1938), Louis (1866-1938), et Gabriel (1862- ? ), avant que Joséphine ne meure en 1873, à 35 ans. Il se remarie en 1875 avec Marie-Louise Deljougla.

### La première manufacture
En 1852, Louis-Victor Gesta installe son nouvel atelier sur un terrain appartenant à son beau-père, rue du Faubourg Arnaud-Bernard à Toulouse (aujourd'hui avenue Honoré-Serres). L'installation d'origine est relativement modeste : des hangars, un four, et deux petites maisons à usage d'habitation et de magasin. 
Mais sous le Second Empire, la demande de vitraux est massive. 150 manufactures produisent du vitrail ad nauseam à la demande, en général un personnage de l'histoire sainte entouré de décors géométriques.

### Une stratégie commerciale couronnée de succès

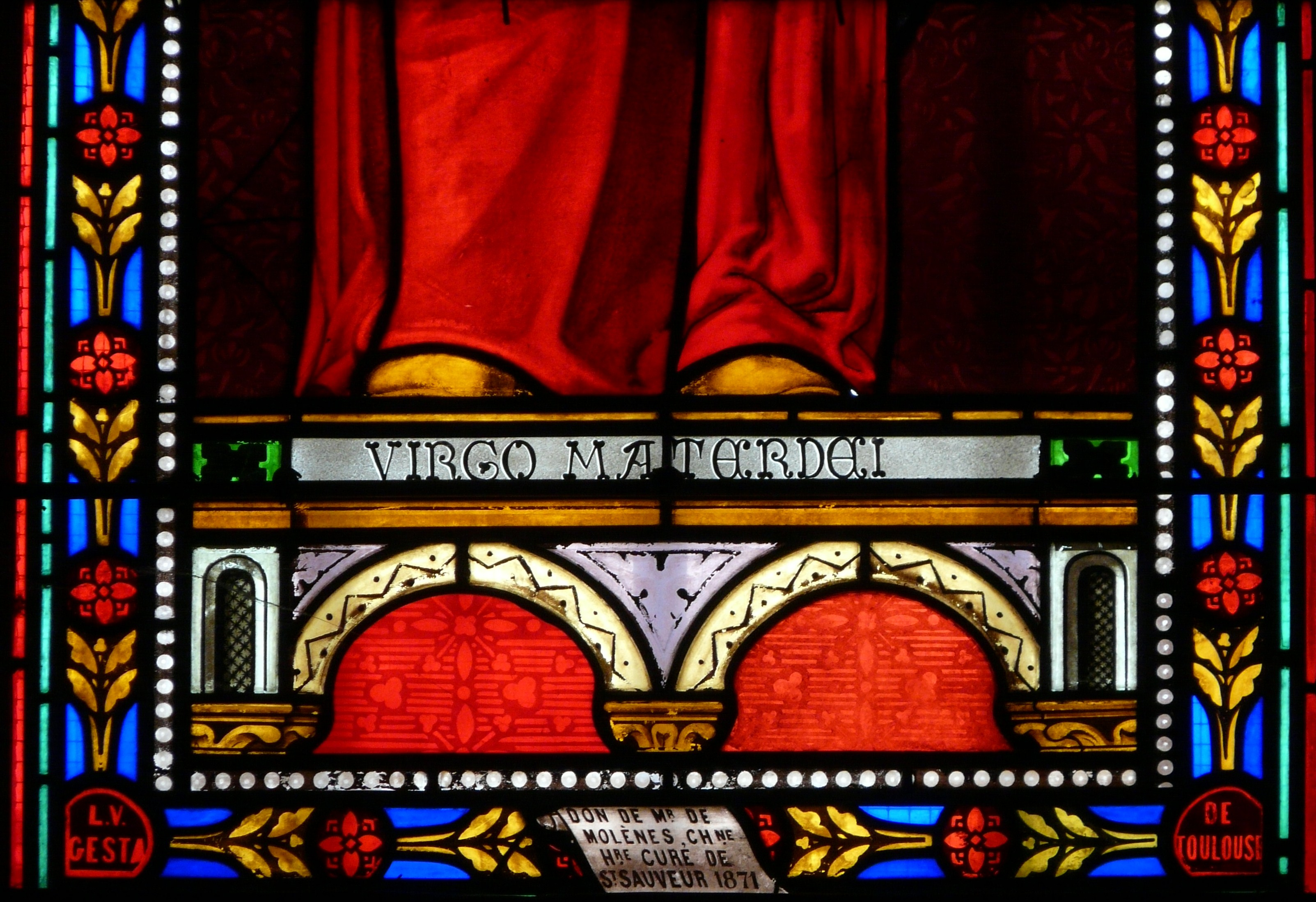
Signature de Louis-Victor Gesta au bas d'un vitrail.

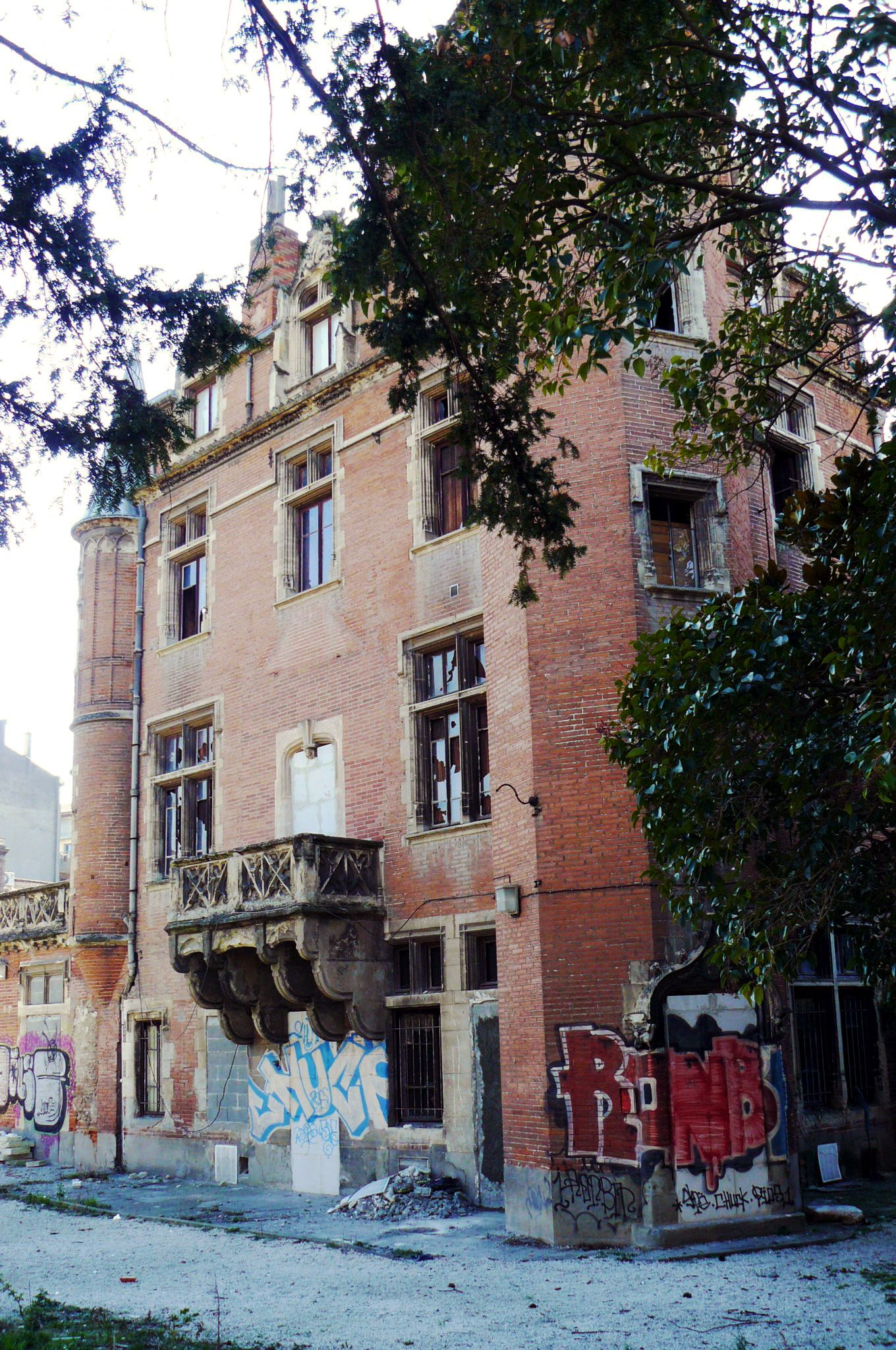
Castel-Gesta, le château des Verrières en 2009.

En 25 ans, Gesta aurait donc produit des vitraux pour 7 000 à 8 500 églises. Le succès, très rapide, de la manufacture Gesta, s'appuie sur une véritable stratégie commerciale : exposition des produits avec nombreuses récompenses, publicité dans la presse et rôle politique joué par Louis-Victor Gesta lui-même.
À l'arrière de ses ateliers, il fait par la suite élever une sorte de château néo-gothique, appelé le château des Verrières ou Castel-Gesta. Les grandes verrières de la salle de réception montrent les hommes illustres de Toulouse. Le parc est un musée archéologique, avec statues, sarcophages et puits gothiques.
Louis-Victor Gesta est administrateur et rédacteur de la revue L'Archéologie populaire. En 1863, Louis-Victor Gesta est nommé conservateur des verrières des églises des 4e et 5e arrondissements de Paris. 
En 1875, il se remarie avec Marie Louise Deljougla, fille d'un commissaire-priseur, qui le laissera de nouveau veuf.
Bonapartiste et clérical, Victor Gesta est le candidat de la droite monarchiste à une élection cantonale partielle dans le canton de Toulouse-Nord en juillet 1876. Devancé au premier tour par trois candidats républicains, l'ancien maire Léonce Castelbou, le professeur de droit Théophile Huc et le journaliste Louis-Ariste Passerieu, il est largement vaincu au second tour.
De la seconde moitié du XIXe siècle au début du XXe siècle, la manufacture Gesta compte parmi les plus grandes productrices de vitraux de France : 8 500 églises, selon son dépliant publicitaire.
Des centaines de vitraux Gesta sont aujourd'hui inscrits à l’inventaire du patrimoine français. Il s'agit pour la plupart de vitraux religieux (notamment des verrières à personnages), mais la manufacture Gesta est aussi l'auteur de quelques œuvres profanes, dont les vitraux de la véranda du casino de Bagnères-de-Luchon. 
En 1890, Louis-Victor Gesta cesse son activité ; en proie à des difficultés financières, il doit se séparer de ses collections et du château des Verrières. Il meurt en 1894.

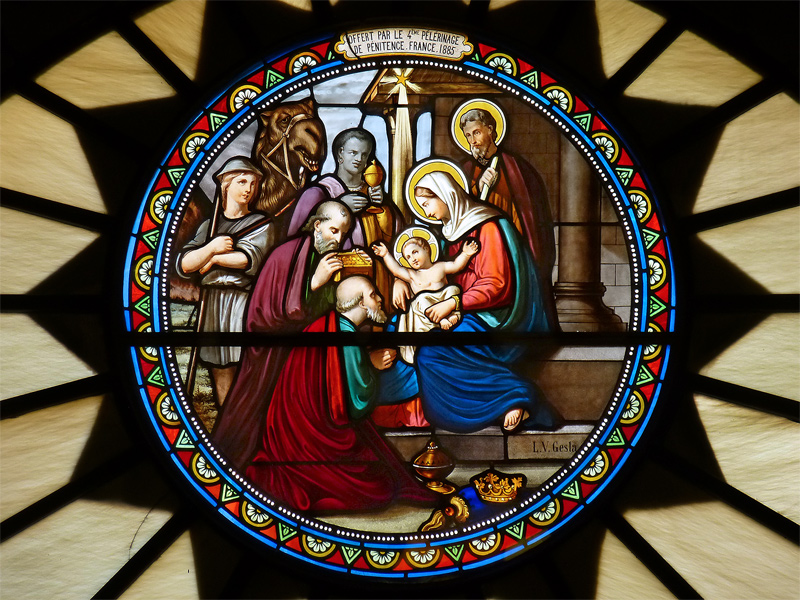
Vitrail à l'église Sainte-Catherine de Bethléem, 1885
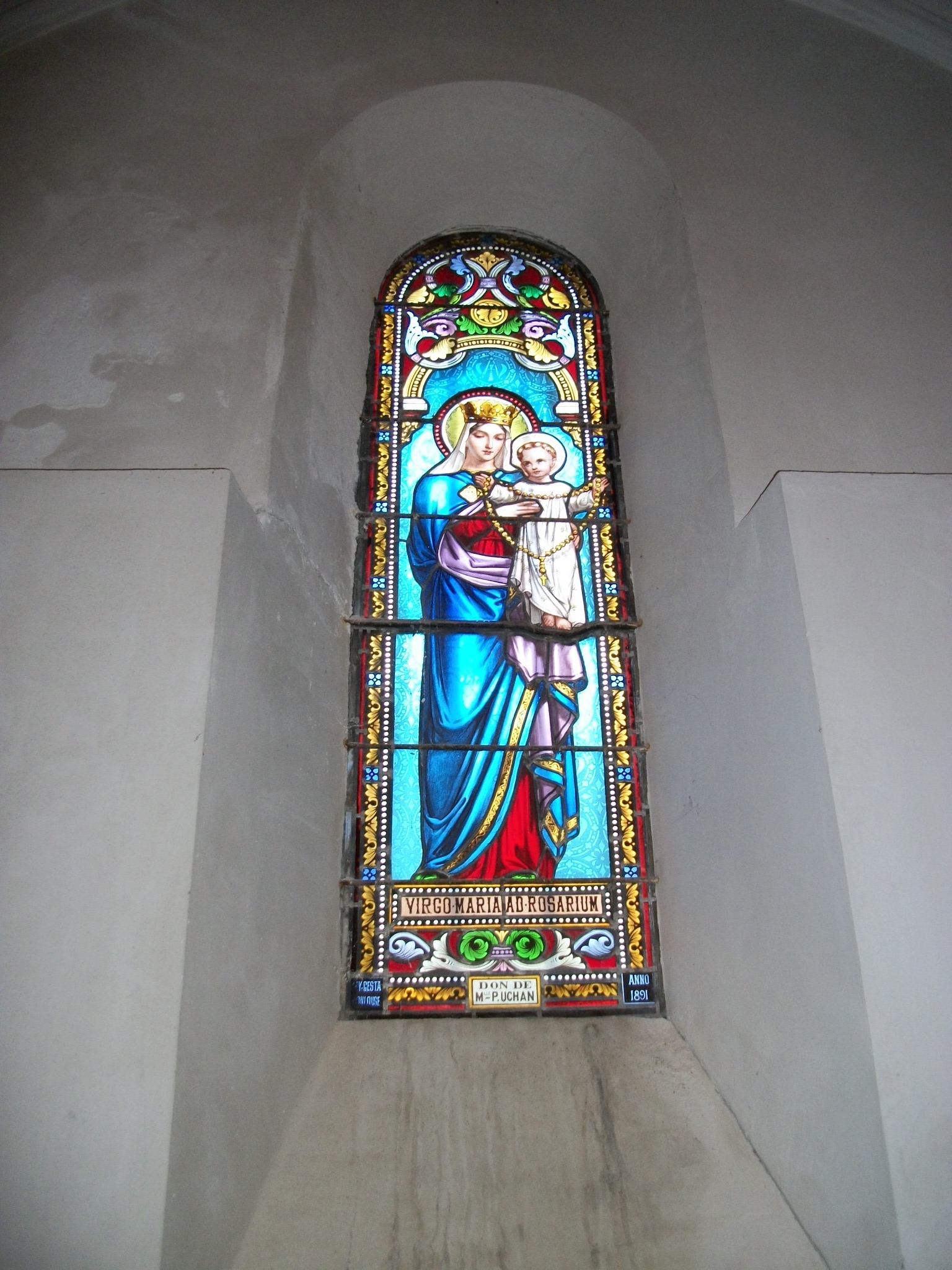
Notre-Dame du Rosaire. Vitrail de Louis-Victor Gesta à l'église Notre-Dame-de-l'Assomption de Sost.
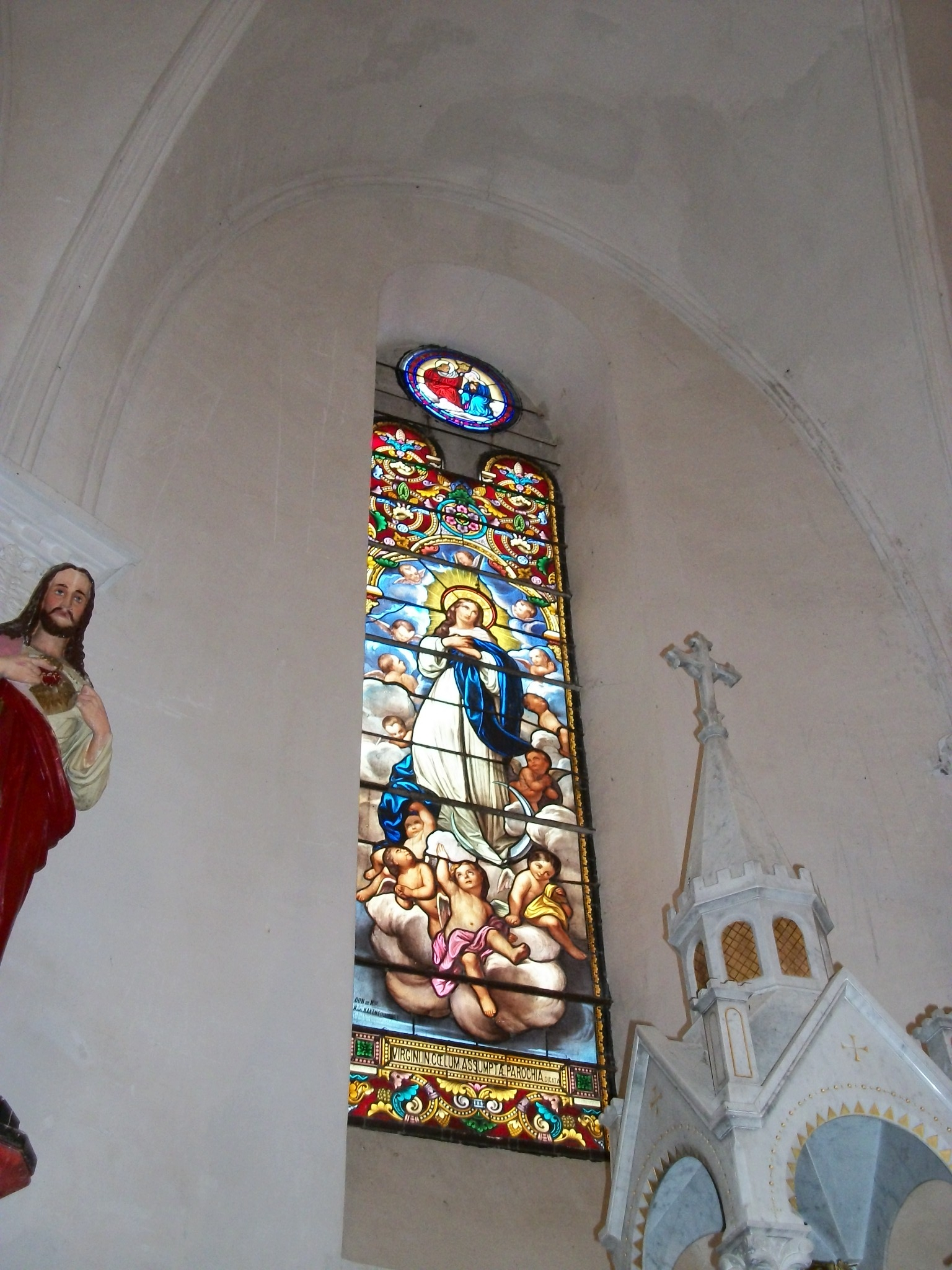
L'Assomption de Marie. Vitrail de Louis-Victor Gesta à l'église Notre-Dame-de-l'Assomption de Sost.
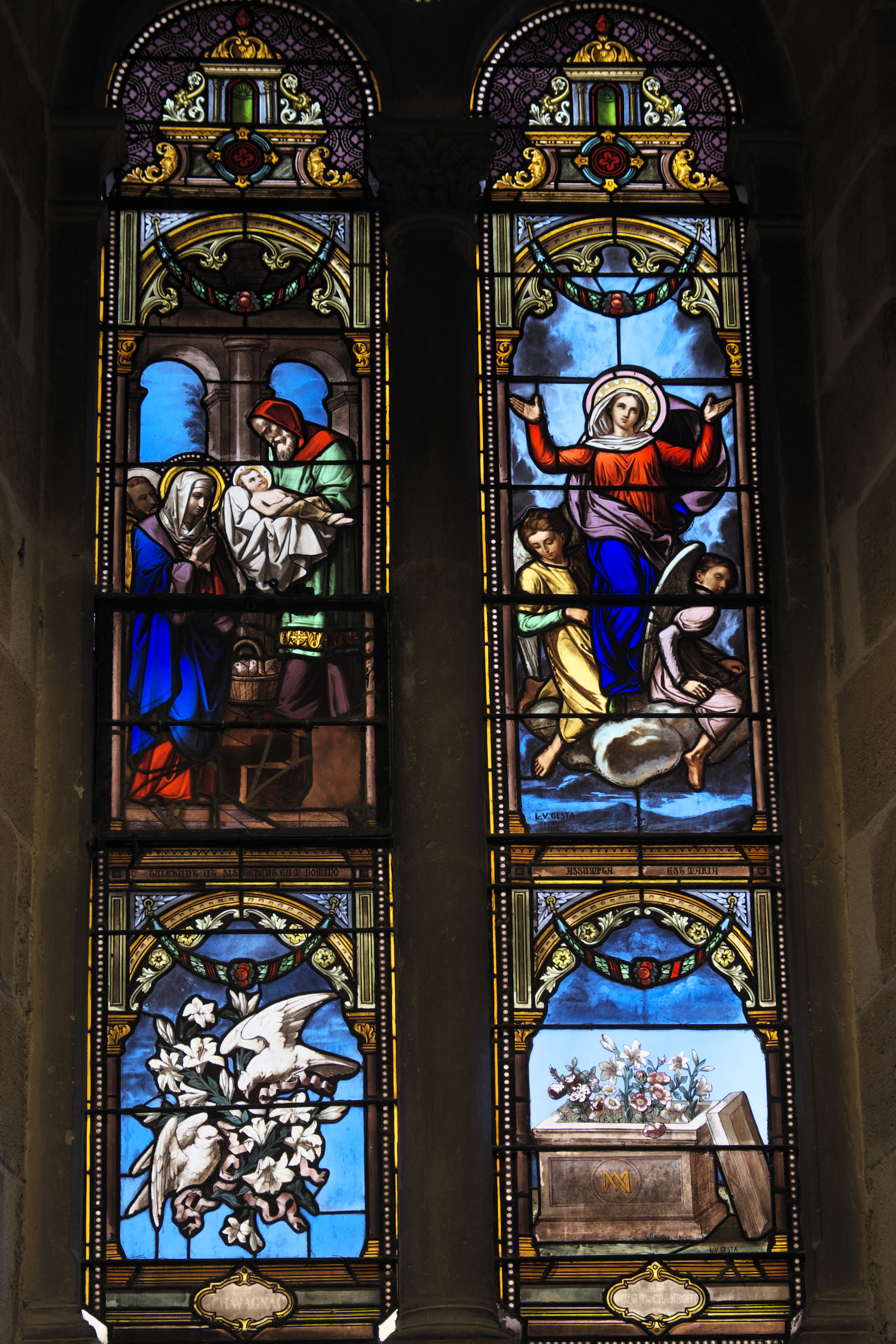
Vitraux de la chapelle Notre-Dame de Moulins.
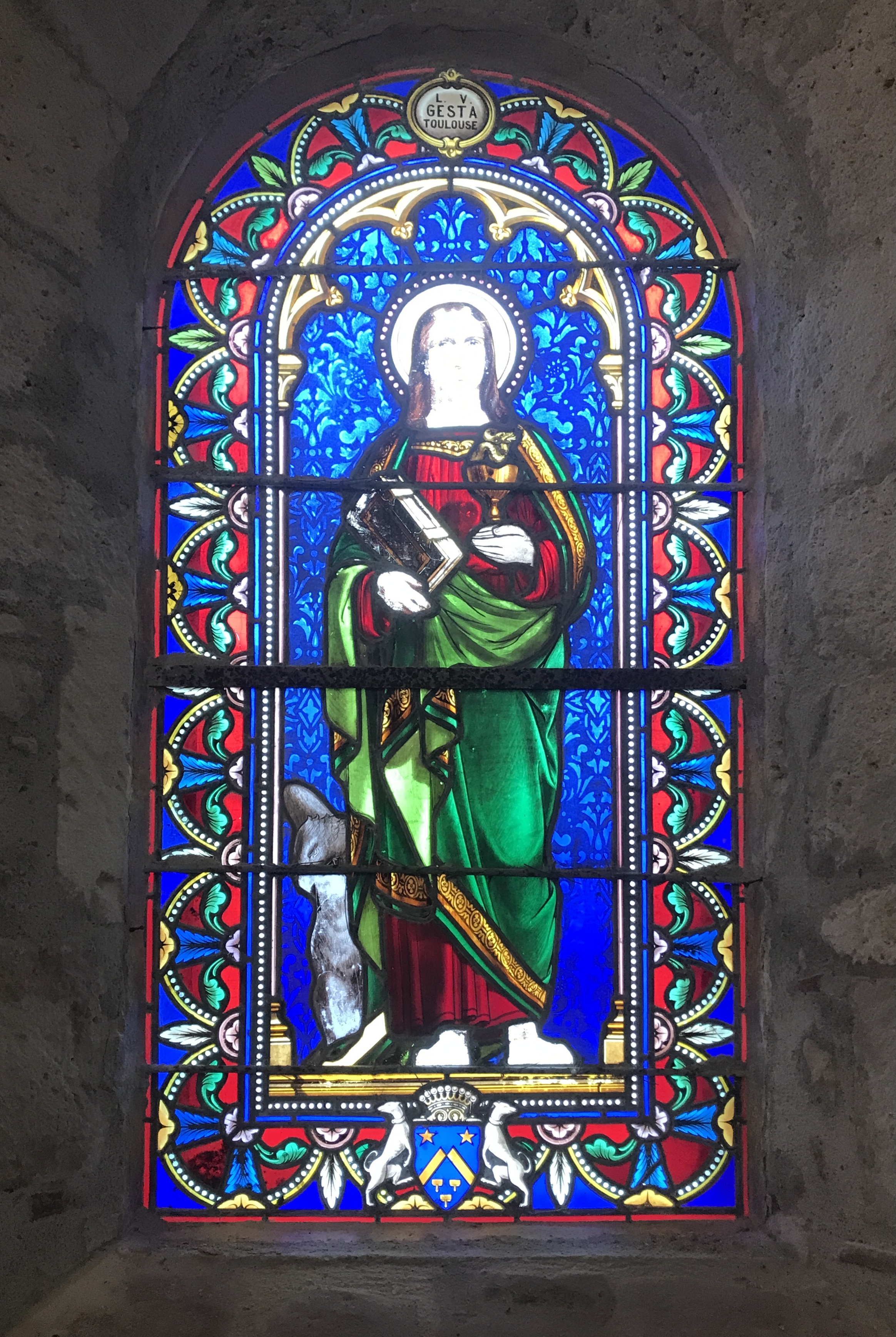
Vitrail de l'église Notre-Dame de Veyries (Labastide-Castel-Amouroux). Offert par la famille Canelle de Lalobbe (blason en pied), fabriqué par la manufacture de vitraux Gesta (cartouche en tête). Saint non identifié.